# NGC 7002
NGC 7002 é uma galáxia elíptica (E1) localizada na direcção da constelação de Indus. Possui uma declinação de -49° 01' 45" e uma ascensão recta de 21 horas, 03 minutos e 45,0 segundos.
A galáxia NGC 7002 foi descoberta em 30 de Setembro de 1834 por John Herschel.